# Crimea Music Fest
Crimea Music Fest  — міжнародний музичний фестиваль і пісенний конкурс виконавців, що двічі відбувся у місті Ялта, Україна. Дирекція фестивалю перебувала в Києві.

## Засновники фестивалю
Художній керівник фестивалю — Алла Пугачова, легенда радянської й російської естради. Генеральний продюсер — Валентина Басовська, що тривалий час працює над українськими проектами Алли Пугачової (мюзикл «За двома зайцями», сольні концерти Пугачової на теренах України, «Рождественские встречи» у Києві 2009 року тощо). Організатор фестивалю «Кримфест».

## Перший фестиваль (2011р.)
Відбувся з 6 до 10 вересня 2011 року.
У конкурсній програмі першого фестивалю брали участь представники 19 країн із п'яти континентів (Євразія, Африка, Австралія, Південна Америка й Північна Америка). Вікове обмеження для учасників конкурсу — від 18 до 30 років включно. Кожний конкурсант представив дві пісні — перший виступ мав бути в етнічному стилі й демонструвати національні особливості країни конкурсанта, під час другого виступу учасники співали всесвітньо відомі хіти.
Голова журі пісенного конкурсу — Софія Ротару, народна артистка трьох країн (Україна, Росія, Молдова). Члени Міжнародного журі: співголова Валерій Леонтьєв (Росія), співголова Глорія Гейнор (США), Олександр Бард (Швеція), Деміс Руссос (Греція), Ерол Ярас (Туреччина), Антеро Пайвалайнен (Фінляндія).
Гран-прі Першого фестивалю й премію 100 тисяч доларів одержала Кароліна Сото (Чилі). 1-е місце завоювала Злата Огневич (Україна). Українській співачці також присудили Приз преси «Зоряний коник», статуетку якого зробив відомий скульптор Олег Пінчук. 2-е місце — в конкурсанта Ніхіла Д'Суза (Індія), 3-є місце журі присудило сестрам Умарі й Умарії (Шрі-Ланка). «Зірку Алли» художній керівник фестивалю Алла Пугачова вручила гурту Rin'Go (Казахстан).

## Crimea Music Fest 2012
Пройшов із 29 по 31 серпня 2012 року в місті Ялта, Україна.
Найкращим молодим виконавцем з дванадцяти талантів з України та Росії голосуванням глядачів концертного залу «Ювілейний» і шанувальників фестивалю за допомогою онлайн-голосування на сайтах телеканалу «1 +1» і «Русского радио» був обраний Олександр Онофрійчук, вже відомий українському глядачеві завдяки вокальному шоу «Голос країни-2».
Спеціальну премію від «музи» фестивалю «Зірку Пугачової» і 50 тис. доларів отримали хлопці з гурту «Нереальні».
В фестивалі брали участь 12 молодих конкурсантів: Олександр Онофрійчук, Єгор Сесар, Ілларія, Сергій Савін, Денис Повалій, Еріка, Лої, група «Нереальні», «Время и стекло», Наталя Гордієнко, Дмитро Бікбаєв і «ДіОфільми».